# Салчоара (Матасару)
Салчоара (рум. Sălcioara) насеље је у Румунији у округу Дамбовица у општини Матасару. Oпштина се налази на надморској висини од 159 m.

## Становништво
Према подацима из 2002. године у насељу је живело 245 становника, од којих су сви румунске националности.